# 대한민국-캄보디아 관계
대한민국과 캄보디아는 1970년 5월 18일에 외교관계를 수립하였다. 애초 한국은 1962년 총영사관을 설치하였다가 철수하였으나, 다시 1970년에 대표부를 설치한 이후 대사관으로 승격시켰다. 그러나 민주 캄푸치아의 등장과 함께 1975년에 단교하였다. 이후 크메르 루주 정권이 끝나고 양국간 수교 시도가 진행되었으며, 1991년에 캄보디아는 한국에게 수교 희망을 전달하였다. 1997년에 대한민국과 캄보디아는 다시 수교하였으며, 이는 아세안 국가들 중 마지막 국가였다. 오늘날 한국과 캄보디아는 서로 협력하는 관계이다. 한국은 공적개발원조를 캄보디아의 공공인프라 및 교육사업에 지원하고 있다. 그 외에도 양국간 인적 교류가 활발하게 이루어지고 있으며, 캄보디아 내 한류의 유행도 빛을 발하고 있다. 2023년에는 수교 26주년을 기념하며 다양한 행사를 열면서 이를 기념하였다.

## 관계 발전
- 1970년 수교
- 1975년 단교
- 1997년 재수교

## 같이 보기
- 캄보디아의 대외 관계
- 대한민국의 대외 관계